# Кенігсфельд (Саксонія)
Кенігсфельд (нім. Königsfeld) — громада в Німеччині, розташована в землі Саксонія. Входить до складу району Середня Саксонія. Складова частина об'єднання громад Рохліц.
Площа — 28,29 км2. Населення становить 1379 ос. (станом на 31 грудня 2020).